# بابك الخرمي
بَابَكُ الخُرَّمِي (بالفارسيَّة: بابک خرمدین، وبالفارسيَّة الوسطى: 𐭯𐭠𐭯𐭪𐭩، وبالأذرية: Babək Xürrəmdin) (181هـ - 6 صفر 223هـ المُوافق فيه 1 تمُّوز (يوليو) 798م - 7 كانون الثَّاني (يناير) 838م) هو قائدٌ عسكري وثوري بارزٌ قاد الحركة الخُرميَّة ضد الخلافة العباسيَّة واستمرَّت ثورتُه ردحًا من الزَّمن قاد فيها حملات عسكريَّة وهجمات مُتكررة لِتحرير الديار الإيرانيَّة والأذريَّة من الحُكم العباسي. ودام أمرُه من سنة 201هـ المُوافقة لِسنة 816م حتَّى انتهاء الثورة ومقتله سنة 223هـ المُوافقة لِسنة 838م. اسمُه «بابك» وهو تعريب التَّسمية الإيرانيَّة «پاپك».

## نشأته
نشأ بابك بن بهرام في حياته الأولى راعياً صغيراً في قرية اسمها بلال أباد في أذربيجان، وقد زعمت أمه أنها نظرت إليه وهو نائم فرأت تحت كل شعرة من رأسه وصدره دما، فلما انتبه من نومه اختفى هذا الدم، فقالت إنه سيكون لابني نبأ جليل.

## اتصاله بجاويدان
كان ذا همة ونشاط وتأثير على الجماهير فاتصل بابك بجاويدان ملك الخرمية فأُعجب به وقربه لما رأى من فطنته وخبثه.

### تعلق امرأة جاويدان به
مات جاويدان واستدعت امرأته بابك وقالت له: إنك جلد شهم، وقد مات ولم أرفع بذلك صوتي إلى أحد من أصحابه، فتهيأ لغد.فلما أصبحت تجمع إليها جيش جاويدان، فقالوا: لمَ لمْ يدعنا ويوصي إلينا؟ قالت: ما منعه من ذلك إلا أنكم كنتم متفرقين في منازلكم من القرى، وأنه إن بعث إليكم وجمعكم انتشر خبره، فلا يأمن عليكم شِرَّةَ العرب، فعهد إليَّ بما أؤديه إليكم.
قال لي: أني أريد أن أموت في هذه الليلة، وإن روحي تخرج من بدني، وتدخل في بدن بابك، وتشترك مع روحه؛ وإنه سيبلغ بكم أمراً لم يبلغ أحد، وإنه يملك الأرض ويقتل الجبابرة، ويرد المزدكية، ويعز به ذليلكم، ويرتفع وضيعكم.

### زواجه من امرأة الجاويدان
فآمن القوم ببابك، وتزوج امرأةُ جاويدان. ومن غريب ما جرى في الاحتفال بهذا الزواج أنهم أتوا ببقرة، فقتلوها، وسلخوها، وبسطوا جلدها، وجعلوا فوقه طستاً مملوءاً خمرا، ووضعوا خبزا حوالي الطست، فكان كل رجل يأتي يأخذ لقمة ويغمسها في الخمر ويأكلها ويقول: آمنت بك يا روح بابك، كما آمنت بروح جاويدان.

## تغييراته على الخرمية
أحدث في مذهب الإباحية الخرمية أموراً لم تكن موجودة من قبل بل تمثل انقلاباً على مذهب الإباحية فأحدث الحركة والدعوة للمذهب والقتل والحرب والاغتصاب والمثلة والتوسع وهذا لم يكن موجودا من قبل فقد كان الخرمية ساكنين في أماكنهم.

## بداية ثورته

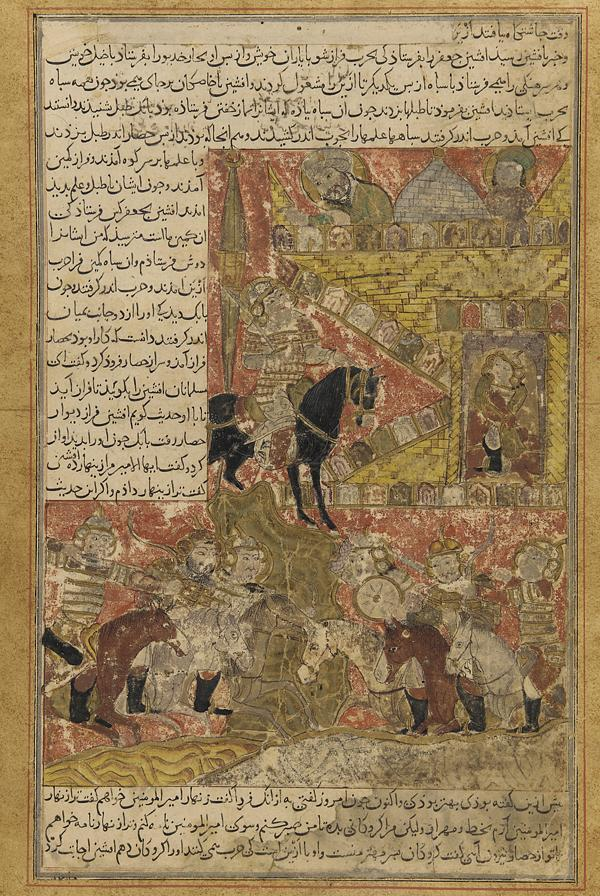
بابك في كتاب تاريخ

ظهر سنة 201 هـ الموافق 816 م، في خلافة المأمون العباسي، وكثر أتباعهُ، وقاد ثورة على العباسيين بعد مصرع أبي مسلم الخراساني، استمرت حوالى عشرين سنة.
جاءت ثورته في عصر المعتصم العباسي، وتمكن المعتصم - في حملة قادها الأفشين حيدر بن كاوس - من دحرها سنة 222 هـ / 837 م. صُلبَ في سامراء.

## طالع أيضًا
- ناحية بابك
- الخرمية
- ثورة بابك الخرمي